# Géza Gárdonyi
Géza Gárdonyi, nato Géza Ziegler (Gárdony, 3 agosto 1863 – Eger, 30 ottobre 1922), è stato uno scrittore ungherese.

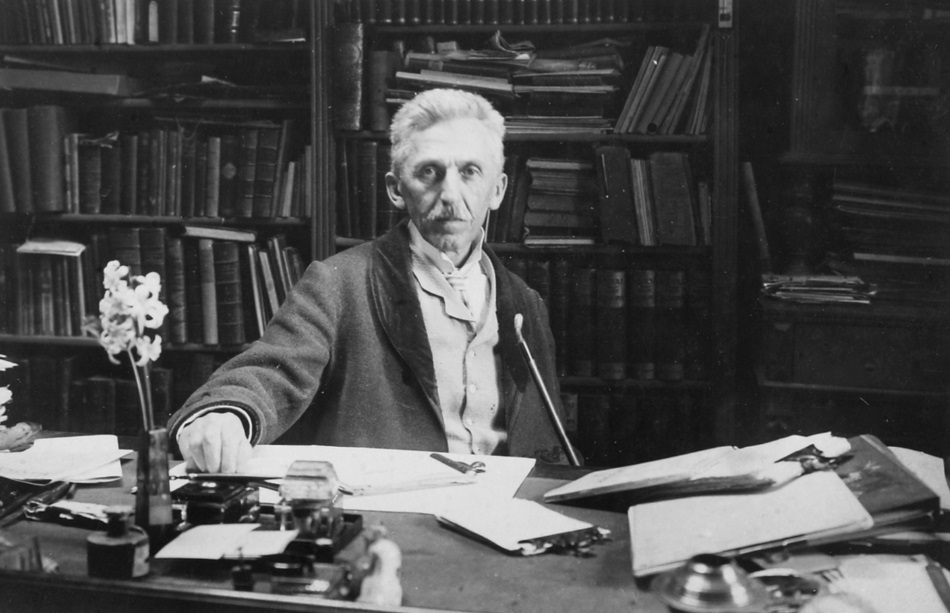
Géza Gárdonyi

Fu membro onorario dell'Accademia ungherese delle scienze.
Tra le sue opere si ricordano: Le stelle di Eger, romanzo storico ambientato nel secolo XVI; Sotto la tenda di Attila (A láthatatlan ember), ispirato al periodo delle gesta del re degli Unni Attila; Gli schiavi di Dio, che riprende un vasto periodo dell'Ungheria medievale all'epoca di Santa Margherita d'Ungheria.